# کلروفنول قرمز
کلروفنول قرمز (به انگلیسی: Chlorophenol red) با فرمول شیمیایی C۱۹H۱۲Cl2O۵S یک ترکیب شیمیایی با شناسه پاب‌کم ۲۰۴۸۶ است. که جرم مولی آن ۴۲۳٫۲۷ g/mol می‌باشد. 